# راؤول فرنانديز
راؤول فرنانديز (بالإسبانية: Raúl Fernández Robert)‏ (و. 1905 – 1982 م) هو لاعب كرة السلة مكسيكي، ولد في مدينة مكسيكو، شارك في الألعاب الأولمبية الصيفية 1936، توفي في مدينة مكسيكو، عن عمر يناهز 77 عاماً.

## روابط خارجية
- راؤول فرنانديز على موقع سبورتس رفرنس (الإنجليزية)
- راؤول فرنانديز على موقع أوليمبيديا (الإنجليزية)